# مو تائه-بوم
مو تائه-بوم (انگلیسی: Mo Tae-bum؛ زادهٔ ۱۵ فوریهٔ ۱۹۸۹) اسکیت‌باز سرعت اهل کره جنوبی است.
از افتخارات وی میتوان به کسب مدال طلا اسکیت سرعت ۵۰۰ متر و مدال نقره اسکیت سرعت ۱۰۰۰ متر در بازی‌های المپیک زمستانی ۲۰۱۰ اشاره کرد.